# Вашингтон Тауншип (округ Армстронг, Пенсільванія)
Вашингтон Тауншип (англ. Washington Township) — селище (англ. township) в США, в окрузі Армстронг штату Пенсільванія. Населення — 895 осіб (2020).

## Демографія
Згідно з переписом 2010 року, у селищі мешкали 923 особи в 359 домогосподарствах у складі 266 родин. Було 542 помешкання
Расовий склад населення:
| - 98,5 % — білих - 0,3 % — азіатів - 0,2 % — чорних або афроамериканців - 0,1 % — корінних американців |

До двох чи більше рас належало 0,9 %. Частка іспаномовних становила 0,1 % від усіх жителів.
За віковим діапазоном населення розподілялося таким чином: 21,6 % — особи молодші 18 років, 60,2 % — особи у віці 18—64 років, 18,2 % — особи у віці 65 років та старші. Медіана віку мешканця становила 44,4 року. На 100 осіб жіночої статі у селищі припадало 98,9 чоловіків;  на 100 жінок у віці від 18 років та старших — 93,1 чоловіків також старших 18 років.
Середній дохід на одне домашнє господарство  становив 64 674 долари США (медіана — 50 192), а середній дохід на одну сім'ю — 77 296 доларів (медіана — 57 500). Медіана доходів становила 40 972 долари для чоловіків та 31 250 доларів для жінок. За межею бідності перебувало 8,3 % осіб, у тому числі 1,9 % дітей у віці до 18 років та 4,7 % осіб у віці 65 років та старших.
Цивільне працевлаштоване населення становило 351 особа. Основні галузі зайнятості: освіта, охорона здоров'я та соціальна допомога — 26,5 %, виробництво — 12,8 %, роздрібна торгівля — 10,3 %, науковці, спеціалісти, менеджери — 9,7 %.